# 龍朔操
〈龍朔操〉，又名〈昭君怨〉、〈昭君引〉、〈明妃曲〉，古琴曲，以「昭君出塞」為題材，首見於《神奇秘譜》，近代有陳長林及姚丙炎打譜的版本。有時會與〈龍翔操〉混淆。

## 曲譜版本
最早見於《神奇秘譜》，並被收錄於《謝琳太古遺音》、《西麓堂琴統》等十多本明清琴譜中。
由於字形相近，過去的琴譜中偶爾會將〈龍朔操〉和〈龍翔操〉二曲搞混，但二曲旋律和曲意完全不同，並無任何直接關係。

## 各段標題

### 《神奇秘譜》
一、含恨別君，撫心長嘆。
二、掩涕出宮，遠辭漢闕。
三、結好醜虜，以安漢室。
四、別淚雙垂，無言自痛。
五、萬里長驅，重陰漠漠。
六、夜聞胡笳，不勝淒惻。
七、明妃痛哭，群胡眾歌。
八、日對腥羶，愁填塞漠。

## 弦式
「無射調」：緊五慢一

## 演奏版本
- 《神奇秘譜》：陳長林打譜並錄音，[6][7]另有成公亮的錄音。[5][8][9][10]
- 《神奇秘譜》：姚丙炎打譜。[11]